# Сундстрём, Пер
Пер Сундстрём (швед. Pär Sundström; родился 8 июня 1981, Фалун, Швеция) — шведский музыкант, основатель, бас-гитарист и бэк-вокалист шведской хэви-пауэр-метал группы Sabaton, бывший участник дет-метал-группы Aeon.

## Биография
Родился 8 июня 1981 года в шведском городке Фалун.
Участвовал в шведской дет-метал-группе Aeon, где был басистом. В 1999, вместе с Рикардом Сунденом и Ричардом Ларсоном создал группу Sabaton, в которую позже пригласил Оскара Монтелиуса и Йоакима Бродена. В 2012 из группы ушли гитаристы Рикард Сунден и Оскар Монтелиус, а также клавишник Даниэль Мюр и барабанщик Даниэль Муллбак, на их место пригласил новых участников. По сей день играет в Sabaton на бас-гитаре и акустической гитаре, так же исполняет бэк-вокальные партии.

## Инструменты

### Бас-гитары
- B.C.Rich Virgo — бас — гитара производства фирмы B.C. Rich, использовалась им до 2006 года.
- LTD B-104 — бас-гитара производства фирмы LTD (чёрного цвета и в камуфляжном раскрасе), использовалась им с 2006 по 2008 год.
- LTD F-404FM
- ESP Forest B — бас-гитара производства фирмы ESP в камуфляжном раскрасе, используется им с 2008 года по сей день.
- ESP Forest B — бас-гитара производства фирмы ESP в цветах флага Швеции, на обратной стороне грифа надпись «Swedish war machine». Используется с 2016 года.
- IBANEZ AEB8E — акустическая бас-гитара производства фирмы Ibanez, использовалась во время акустических концертов тура Sabaton Cruise